# Edmund A. Aunger
Edmund A. Aunger, mieux connu sous le nom d' Ed Aunger, est un universitaire canadien détenant la mention de professeur émérite en science politique du Campus Saint-Jean de l'Université de l'Alberta,. 
Il a contribué à la formation de centaines d'étudiants et au rayonnement de la francophonie albertaine au Canada et à l'étranger. Son intérêt de recherche principal est la politique linguistique au Canada et son impact sur les minorités linguistiques. Ses thèmes de recherche, pour leur part, sont le droit et la politique linguistique. Il a été le chercheur principal et témoin expert pour la défense dans la cause juridique Caron-Boutet,,. 

## Biographie
Edmund A. Aunger a complété un baccalauréat en économie et science politique (avec honneurs) de l'Université Wilfrid Laurier en 1970, une maîtrise en relations internationales à la Faculté de droit du Collège universitaire de l'Université de Londres en 1971 et un doctorat en sciences sociales à l'École des sciences sociales de l'Université de la Californie, à Irvine, en 1978.
Il a par la suite été professeur adjoint en sciences économiques et politiques au Campus Saint-Jean de l'Université de l'Alberta de 1976 à 1982 et directeurs des admissions à ce campus de 1977 à 1981. Il a obtenu son agrégation en 1982 et sa titularisation en 1988.

## Prix et distinctions
- 2018 : Prix d'excellence Jean-Louis-Lebel de l'Association des juristes d'expression française de l'Alberta. Pour son dévouement exceptionnel à l'avancement de la francophonie en Alberta et au Canada[9]
- 2017 : Prix Contribution exceptionnelle du Campus Saint-Jean[4]
- 2013 : Mention de membre émérite du Campus Saint-Jean de l'Université de l'Alberta[9]
- 2009 : Prix Boréal de la Fédération des communautés francophones et acadienne du Canada, qui remercie des individus inspirants pour l'épanouissement des communautés francophones et acadiennes du Canada[10]
- 1989-1990 et 1990-1991 : Prix d'excellence dans la recherche du Campus Saint-Jean de l'Université de l'Alberta[9]
- 1995-1996 : Prix d'excellence dans l'enseignement du campus Saint-Jean de l'Université de l'Alberta[9]
- 1970 : Médaille d'or en économie et science politique de l'Université Wilfrid-Laurier[9]

## Publications
- « The Constitution of Canada and the official status of French in Alberta », Canadian parliamentary reviews, 32 (2), 2009 : 22-26.
- « Espérance de vie : diagnostics et pronostics concernant l'avenir des communautés francophones en Amérique », Francophonies d'Amérique, 26, 2008 : 249-273.
- « De la répression à la tolérance : les contrariétés du néolibéralisme linguistique en Alberta », dans Jean-Pierre Wallot (dir.), La gouvernance linguistique : le Canada en perspective, Ottawa, Presses de l'Université d'Ottawa, 2005 : 111-126.
- « Diversité régionale et inégalité politique : les minorités de langue officielle et le problème de deux poids, deux mesures », dans William Floch et Yves Frenette (dir.), Vitalité des communautés, confiance des communautés : analyse et réflexion sur le sondage de GPC International portant sur les attitudes et les perceptions à l'égard des langues officielles, Ottawa, Ministre des Travaux publics et Services gouvernementaux, 205 : 7-27.
- Anne Gilbert, André Langlois, Rodriguqe Landry, Edmund A. Aunger (dir.), « L'environnement et la vitalité communautaire des minorités francophones : vers un modèle conceptuel », Francophonies d'Amérique, 20, 2005 : 51-62.
- « One Language and One Nationality: The Forcible Constitution of a Unilingual Province in a Bilingual Country, 1870-2005 », dans Richard Connors et John Law (dir.), Forging Alberta's Constitutional Foundations, 1670-2005, Edmonton, University of Alberta Press, 2005 : 103-135.
- « Legislating Language Use in Alberta: A Century of Incidental Provisions for a Fundamental Matter », Alberta Law Review, 42 (2), 2004 : 463-497.
- « Obsèques prématurées : La disparition des minorités francophones et autres illusions nationalistes », Revue d'études constitutionnelles/Review of Constitutional Studies, 7, 2002 : 120-142.
- « Justifying the End of Official Bilingualism: Canada's North-West Assembly and the Dual-Language Question, 1889-1892 », Canadian Journal of Political Science / Revue canadienne de science politique, 34 (3), 2001 : 451-486.
- « Les communautés francophones de l'Ouest : la survivance d'une minorité dispersée », dans J. Y. Thériault (dir.), Francophonies minoritaires au Canada, Moncton, Éditions d'Acadie, 1999 : 283-304.
- « Dispersed minorities and segmental autonomy: French-language school boards in Canada », Nationalism and Ethnic Politics, 2 (2), 1996 : 191-215.
- « The Decline of a French-Speaking Enclave: A Case-Study of Social Contact and Language Shift in Alberta », Canadian Ethnic Studies / Études Ethniques au Canada, 25 (2), 1993 : 65-83.
- « Language and Law in the Province of Alberta » , dans P. Pupier & J. Woehrling (dir.), Langue et droit, Montréal, Wilson & Lafleur, 1988 : 203-229.